# Codell
Codell es un lugar designado por el censo ubicado en el condado de Rooks en el estado estadounidense de Kansas. En el censo de 2020 tenía una población de 49 habitantes y una densidad poblacional de 25,13 habitantes por km². Fue incluido como CDP en el censo de 2020. 

## Geografía
Codell se encuentra ubicado en las coordenadas 39°11′43″N 99°10′12″O / 39.19528, -99.17000. Según la Oficina del Censo de los Estados Unidos,  tiene una superficie total de 1,95 km², todos correspondientes a tierra firme.